# Охота за головами

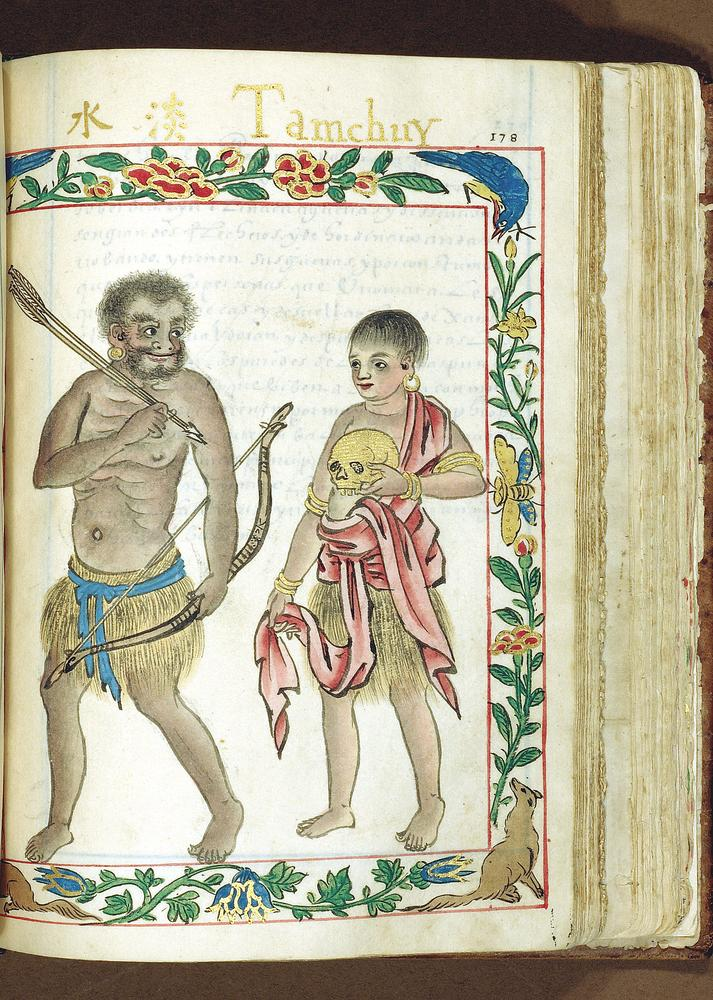
Аборигены Тайваня. Миниатюра «Кодекса [Чарльза] Боксера» (1590)

Охота за головами — практика отрубания и сохранения головы человека после его убийства. Охота за головами практиковалась в историческое время в некоторых частях Китая, Индии, Нигерии, Нуристана, Бангладеш, Бирмы, Борнео и других районах Индонезии, Филиппин, Тайваня, Японии, островов Микронезии, Меланезии, Новой Зеландии, Центральной Америки, на юго-западе США и в бассейне Амазонки, а также среди некоторых племён кельтов, западногерманских народов, норвежцев и скифов древней Европы. 
Подобная практика имелась, хотя и редко, в Европе до начала XX века на Балканском полуострове и до конца Средневековья в Ирландии и в области англо-шотландской границы. По некоторым сообщениям, в определённых масштабах до сих пор имеет распространение среди даяков на Борнео.
Охота за головами как традиция является предметом интенсивных обсуждений в кругах антропологического сообщества в качестве её возможных социальных ролей, функций и мотиваций. Причины этого обычая, которые отмечаются в антропологических работах об охоте за головами, включают умерщвление соперников, ритуалы насилия, космологический баланс, отображение таким поступком мужественности, каннибализм и престиж. Современные учёные в целом соглашаются, что её основная функция была церемониальной и что это было частью процесса структурирования, укрепления и защиты иерархических отношений между общинами и отдельными лицами. Некоторые эксперты полагают, что практика исходила из убеждения, что голова содержит «душу материи», или жизненную силу, которая может быть использована после захвата головы в свои руки.

## Юго-Восточная Азия и Океания
Охоту за головами практиковали многие австронезийские народы в Юго-Восточной Азии и на островах Тихого океана. Эта традиция в то или иное время существовала у большинства народов Меланезии, в том числе на Новой Гвинее. В 1901 году на острове Гоарибари в заливе Папуа миссионер Гарри Данси обнаружил 10 000 черепов в «длинных домах» острова. Применительно к Юго-Восточной Азии в антропологической литературе описаны как практиковавшие охоту за головами народы муруты, илонгоны, ибаны, даяки, бераваны, вана и маррупондо. Среди этих народов охота за головами, как правило, носила ритуальный характер, не будучи при этом актом войны или вражды; обычно дело ограничивалось захватом одной вражеской головы. Охота за головами выступала в качестве катализатора для прекращения индивидуального и коллективного траура по умершим членам общины. Участие всех мужчин-членов племени в охоте за головами считалось проявлением мужества и доблести, и за добытые головы вожди племён щедро награждали отличившихся воинов.
Кеннет Джордж описывал ежегодный ритуал охоты за головами, которые он наблюдал у народа маррупондо, национального меньшинства, исповедующего традиционную религию, живущего в высокогорных районах юго-западной части индонезийского острова Сулавеси. Фактически к этому времени они уже не охотились за настоящими головами: вместо этого использовались суррогатные головы, сделанные из кокосового ореха. Этот ритуал, называемый pangngae, имел место при завершении сбора урожая риса. Его предназначение заключалось в том, чтобы: положить конец общественному трауру по умершим в прошлом году; продемонстрировать различие между племенами и культурами; позволить показать свою мужественность; приступить к распределению общественных благ; противостоять внешнему давлению на маррупондо, заставляющему их отказаться от исконного образа жизни.
В прошлом племя маринд-аним в Новой Гвинее славилось своими традициями охоты за головами. Этот обычай коренился в их системе убеждений и был связан с именем, даваемым новорождённому. Череп считался сосредоточением маны — магической силы. Охота за головами не была мотивирована прежде всего каннибализмом, однако тело убитого съедалось.
Примерно в 1930-х годах обычай охоты за головами был подавлен среди илонготов в Филиппинах властями США.
Народ ва, обитающий по обе стороны мьянманско-китайской границы, когда-то был известен как «дикие ва», до 1970-х годов они практиковали охоту за головами.
В Сараваке на острове Борнео в эпоху правления европейской династии Бруков Джеймс Брук и его потомки пытались искоренить охоту за головами в течение более чем ста лет до Второй мировой войны (с 1830-х до 1940-х годов). На Калимантане в 1997 году имели место серьёзные вспышки межэтнического насилия с участием коренного народа даяков и иммигрантов с острова Мадура. В 2001 году в городе центрального Калимантана Сампите по крайней мере 500 мадурцев были убиты и до 100 000 были вынуждены бежать. Некоторые их тела были обезглавлены вследствие ритуала, напоминавшего старую традицию охоты за головами у даяков.
Короваи, папуасское племя на юго-востоке западной части Новой Гвинеи (входящей в состав Индонезии), живёт в домах на деревьях, некоторые из которых расположены на высоте почти 40 метров, — предположительно, в качестве защиты от соседнего племени охотников за головами, ситаков. Некоторые считают, что Майкл Рокфеллер, возможно, был убит охотниками за головами в западной Новой Гвинее в 1961 году.

## Амазония
Народ хиваро, обитающий в Эквадоре и Перу, а также на всей территории Амазонии, практикует охоту за головами, чтобы создавать усохшие головы для ритуального использования. Хиваро всё ещё создают муляжи таких голов, которые они продают туристам, и есть ещё некоторые отколовшиеся племена хиваро, которые продолжают практиковать настоящую охоту за головами.

## Новая Зеландия

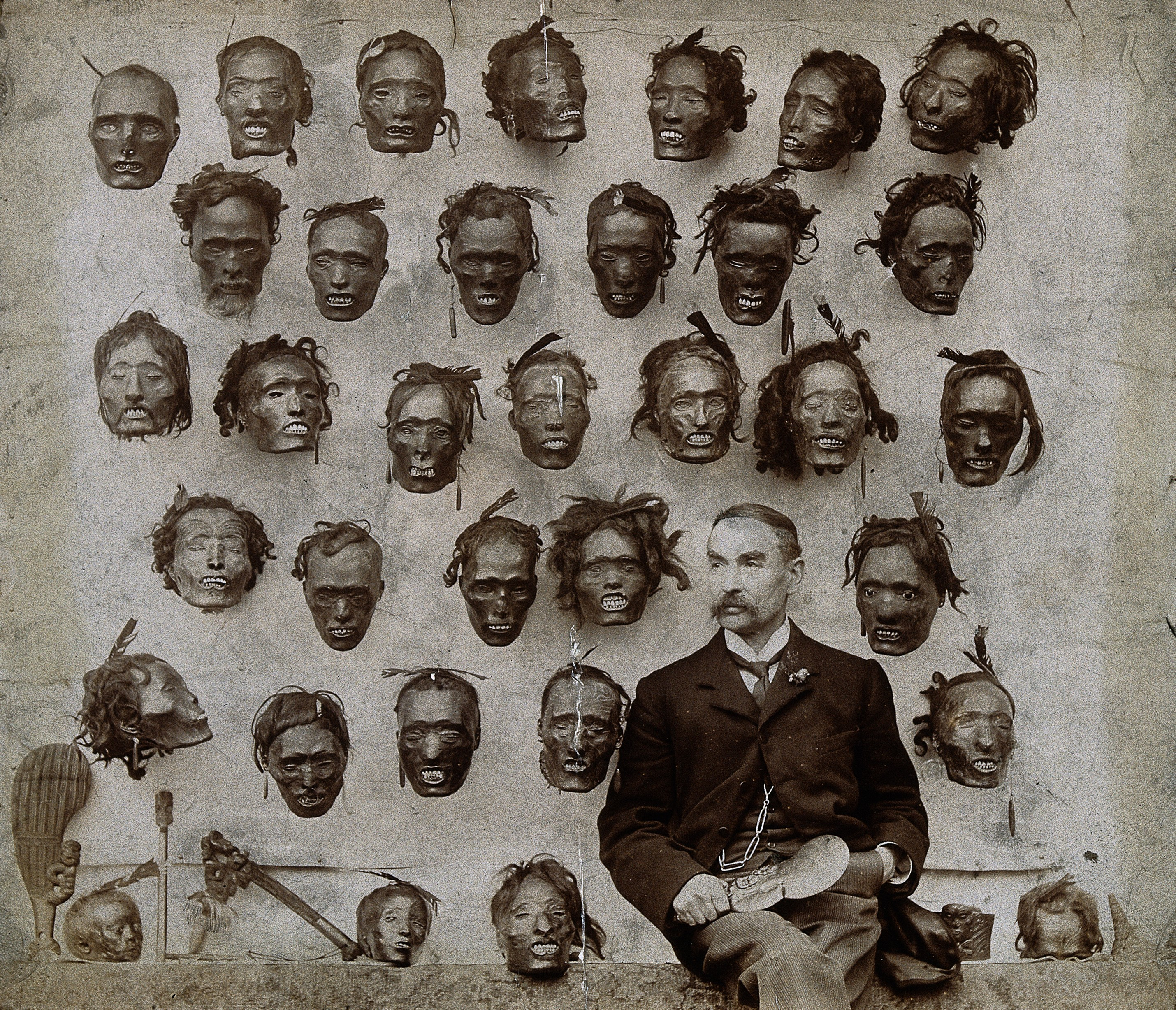
en:Horatio Gordon Robley с коллекцией мокомокаи

В Новой Зеландии маори сохраняли головы убитых врагов и предков, удаляя из них черепа и затем коптя головы на огне. Многие из этих голов разными путями оказывались вне Новой Зеландии в музеях и частных коллекциях; в настоящее время маори пытаются вернуть мокомокаи своих предков.

## Китай
В период Чуньцу и период Сражающихся царств циньские солдаты царства Цинь были склонны собирать головы своих врагов. Большинство призванных солдат были крепостными крестьянами и не получали жалования. Вместо этого солдаты получали повышения и награды, собирая головы врагов. Акт отрубания головы цинскими солдатами в сражениях обычно приводил в ужас их врагов, и такая охота за головами называется в числе тех факторов, благодаря которым династия Цинь победила шесть других царств и объединила Китай. Вида солдат Цинь с человеческими головами, висящими у их талий, было во многих случаях достаточно, чтобы деморализовать армии других царств. После падения династии Цинь охота за головами перестала практиковаться среди китайского народа.

## Тайвань
Охота за головами была обычной практикой среди тайваньских аборигенов. Почти в каждом племени, кроме ями (дао), имели такую традицию. Китайские поселенцы часто становились жертвами рейдов охотников за головами, поскольку они в представлении аборигенов были лжецами и врагами. Такой рейд часто был направлен на работающих в поле или на поджог жилых домов, после чего аборигены обезглавливали жителей, выбегавших из горящих строений. Данная практика закончилась только около 1930-х годов во время японской оккупации Тайваня.

## Южная Азия
Охота за головами была распространённой практикой среди племён группы народов нага на территории Индии и Мьянмы. Практика была распространена вплоть до XX века и всё ещё может осуществляться в изолированных племенах нага в Мьянме. Многие из воинов нага по-прежнему имеют на телах знаки (татуировки и другие) успешных охот за головами. В штате Ассам на северо-востоке Индии все народы, живущие к югу от реки Брахмапутры, — гари, кхаси, нага и куки, — раньше были охотниками за головами, включая мизо с Лусейских холмов, которые также охотились за головами своих врагов, что позже было отменено в связи с распространением христианства в регионе.

## Кельты
Кельты в Европе практиковали охоту за головами, считая голову местом размещения души человека. Древние римляне и греки описывали обычаи кельтов пригвождать гвоздями головы личных врагов к стенам домов или подвешивать их к шеям лошадей. Эта практика продолжалась примерно до конца Средневековья в Ирландии и в районе англо-шотландской границы. Религиозные причины сбора голов, вероятно, потеряли своё значения после обращения кельтов в христианство. Охота за головами также велась у германских племен и среди иберов, но цели её остаются неизвестными.

## Вторая мировая война
Во время Второй мировой войска Союзников (в первую очередь американцы) иногда собирали черепа убитых японских солдат как личные трофеи, в качестве сувениров для друзей и семьи, а также для продажи другим (эта практика была уникальной на Тихоокеанском театре военных действий — немецкие или итальянские черепа никогда не собирались). Командование Тихоокеанского флота в сентябре 1942 года издало распоряжение строго наказывать любого солдата, который взял часть тела врага в качестве сувенира. Тем не менее трофейная охота сохранилась: журнал «Life» в номере от 22 мая 1944 года опубликовал фотографию молодой женщины, позирующей с черепом с автографом, посланным ей её другом-моряком, что вызвало значительный общественный резонанс.
Даяки на Борнео сформировали силы, чтобы помогать Союзникам, после того как испытали на себе жестокое обращение со стороны японцев. Австралийские и британские специальные оперативники преобразовали некоторые из внутренних племён даяков в настоящую армию охотников за головами численностью примерно тысяча человек. Эта армия дикарей убила или захватила в плен около 1500 японских солдат.